# Idalus tuisana
Idalus tuisana là một loài bướm đêm thuộc phân họ Arctiinae, họ Erebidae.